# Murton (North Yorkshire)
Murton is een civil parish in het bestuurlijke gebied City of York, in het Engelse graafschap North Yorkshire met 668 inwoners.